# Irish Open 2018
Die Irish Open 2018 im Badminton fanden vom 14. bis zum 17. November 2018 in Dublin statt.

## Sieger und Platzierte
| Disziplin    | Gold                        | Silber                           | Bronze                              |
| ------------ | --------------------------- | -------------------------------- | ----------------------------------- |
| Herreneinzel | Léo Rossi                   | Lars Schänzler                   | Raul Must                           |
| Herreneinzel | Léo Rossi                   | Lars Schänzler                   | Alexander Roovers                   |
| Dameneinzel  | An Se-young                 | Kim Ga-eun                       | Yaëlle Hoyaux                       |
| Dameneinzel  | An Se-young                 | Kim Ga-eun                       | Sim Yu-jin                          |
| Herrendoppel | Choi Sol-gyu Seo Seung-jae  | Jack Macgregor Ciar Pringle      | Jordan Corvée Bastian Kersaudy      |
| Herrendoppel | Choi Sol-gyu Seo Seung-jae  | Jack Macgregor Ciar Pringle      | Alex Vlaar Dimitar Yanakiev         |
| Damendoppel  | Emily Westwood Yang Li Lian | Jessica Hopton Victoria Williams | Nikoletta Bukoviczki Daniella Gonda |
| Damendoppel  | Emily Westwood Yang Li Lian | Jessica Hopton Victoria Williams | Vimala Hériau Margot Lambert        |
| Mixed        | Sam Magee Chloe Magee       | Harley Towler Emily Westwood     | Matthew Clare Victoria Williams     |
| Mixed        | Sam Magee Chloe Magee       | Harley Towler Emily Westwood     | Michael Roe Jessica Hopton          |